# Kazimierz Sabbat
Kazimierz Aleksander Sabbat (Bieliny Kapitulne, 27 febbraio 1913 – Londra, 19 luglio 1989) è stato un politico polacco, primo ministro del governo in esilio della Polonia dall'8 aprile 1986 alla sua morte il 19 luglio 1989.

## Biografia
Dopo aver combattuto durante la seconda guerra mondiale, venne ferito e riuscì a fuggire in Gran Bretagna. A Londra lavorò a favore della coesione tra i vari circoli di emigrati polacchi.